# Nate Richert
 (novembre 2024).
Si vous disposez d'ouvrages ou d'articles de référence ou si vous connaissez des sites web de qualité traitant du thème abordé ici, merci de compléter l'article en donnant les références utiles à sa vérifiabilité et en les liant à la section « Notes et références ».
Pour les articles homonymes, voir Richert.
Nate Richert (né le 28 avril 1978 à Saint Paul, Minnesota) est un acteur américain, notamment connu pour le rôle de Harvey Kinkle, petit ami de l'héroïne de la série télévisée Sabrina, l'apprentie sorcière.

## Biographie
Passionné par la musique et la danse, Nate Richert démarre très tôt dans des shows télévisés, quelques épisodes de sitcoms et des publicités. Adolescent, il part pour Los Angeles, où il décrochera en 1996 le rôle qui le révélera au public : celui de Harvey Kinkle dans Sabrina, l'apprentie sorcière. Il sera un des personnages principaux dans les 4 premières saisons, et reviendra de temps en temps dans les 3 dernières saisons de la série. Entre-temps, Nate est apparu dans quelques épisodes de séries TV comme L'Île fantastique et Les Anges du bonheur et a joué dans plusieurs films.
On peut également le retrouver sur les planches dans plusieurs pièces de théâtre et dans plusieurs productions dansées.
Aujourd'hui, Nate est musicien et chanteur ; il se produit en duo avec son ami C. Duke Anderson. Ensemble ils ont sorti un album en 2004 appelé Tone control et disponible sur leur site. Il est marié avec Catherine Hannah, son amour d'enfance.

## Parcours artistique

### Filmographie
- 2001 : Lovely & Amazing : Un adolescent
- 2002 : Are You a Serial Killer : Jeff
- 2002 : Demon Island : Jake
- 2004 : Game Box 1.0 : Charlie
- 2004 : The Sure Hand of God de Michael Kolko : Perry Trotter
- 2006 : H-e-n-r-y : Henry

### Séries TV
- Prudy & Judy
- A Stranger Within
- 1996 jusqu'en 2003 : Sabrina, l'apprentie sorcière : Harvey Kinkle (111 épisodes)
- 1997 : The Tony danza show - Episode 11 : Jason
- 1998 : Fantasy Island - Dreams : Josh Stevens
- 1999 : Beggars and Choosers - Touched by an angel : Adam Bartlett
- 2000 : Touched by an Angel - Quality time : Matt Fleming

### Théâtre
- Maggie
- Joseph & The Amazing Technicolor Dreamcoat
- The Velveteen Rabbit

### Danse
- 1986 : Showstoppers Show
- 1986 : Amazing Kids Show (Japan)
- 1986 : Star Search
- 1992 : Magic Half-time Show (Super bowl)

### Publicités
- 1996 : Kellogg's Corn Pops
- 1998 : Doritos chips

### Jeu vidéo
- 2004 : Sabrina, l'apprentie sorcière : Harvey Kinkle (voix)